# 吹田市立千里第三小学校
吹田市立千里第三小学校（すいたしりつ せんりだいさんしょうがっこう）は、大阪府吹田市にある公立小学校。
地域の宅地開発による人口増加に伴い吹田市立千里第二小学校の学校規模が過大になったのため、従来の同校校区のうち阪急千里線の線路以西を分離する形で、1968年に創立した。その後さらに児童数が増加したため、1979年には同校から吹田市立千里新田小学校が分離開校している。

## 沿革
- 1968年4月1日 - 吹田市立千里第三小学校として開校。当初は吹田市立千里第二小学校内に仮校舎を設置。
- 1968年8月 - 現在地に校舎竣工。同年9月の2学期より現在地の校舎で授業を開始。
- 1979年4月1日 - 吹田市立千里新田小学校を分離。
- 2003年 - 校区変更。千里山竹園1丁目の大部分（旧・吹田市立千里新田小学校校区）を校区に編入。

## 通学区域
- 吹田市 千里山西1丁目～5丁目・円山町・江坂町5丁目の全域、千里山竹園1丁目の大半。

卒業生は基本的に吹田市立第一中学校に進学する。

## 周辺
- 吹田市立第一中学校

## 交通
- 北大阪急行 緑地公園駅 南東へ約800m。
- 阪急千里線 関大前駅 北西へ約1km。

## 出身者
- ソエジマ隊員
- 亀田誠治（ただし、6年生で東京へ転校する。)